# Буново (Софійська область)
Бу́ново (болг. Буново) — село в Софійській області Болгарії. Входить до складу общини Мирково.

## Населення
За даними перепису населення 2011 року у селі проживали 349 осіб.
Національний склад населення села:
| Національність   | Кількість осіб | Відсоток |
| ---------------- | -------------- | -------- |
| болгари          | 339            | 97,4%    |
| турки            | 5              | 1,4%     |
| Всього відповіли | 348            |          |

Розподіл населення за віком у 2011 році:
Динаміка населення: